# Małgorzata Hołub-Kowalik
Małgorzata Hołub-Kowalik (Aussprache mawɡɔˈʐata ˈxɔwup; * 30. Oktober 1992 in Koszalin als Małgorzata Hołub) ist eine polnische Sprinterin, die sich auf den 400-Meter-Lauf spezialisiert hat. Ihren größten sportlichen Erfolg feierte sie mit dem Gewinn der Goldmedaille in der Mixedstaffel bei den Olympischen Sommerspielen 2020 in Tokio.

## Sportliche Laufbahn
Erste internationale Erfahrungen sammelte Małgorzata Hołub bei den Juniorenweltmeisterschaften 2010 im kanadischen Moncton, bei denen sie mit der polnischen 4-mal-400-Meter-Staffel in 3:42,70 min den achten Platz im Finale belegte. Ihr größter Erfolg im Juniorenbereich war der Gewinn der Silbermedaille bei den Junioreneuropameisterschaften 2011 in Tallinn, die sie gemeinsam mit Patrycja Wyciszkiewicz, Magdalena Gorzkowska und Justyna Święty gewann. 2013 belegte Hołub bei den U23-Europameisterschaften in Tampere in persönlicher Bestzeit von 52,28 s den vierten Platz im 400-Meter-Lauf. Noch erfolgreicher war die polnische Staffel. Magdalena Gorzkowska, Małgorzata Hołub, Agnieszka Karczmarczyk und Justyna Święty wurden U23-Europameisterinnen vor Rumänien und Frankreich. Bei den Weltmeisterschaften der Aktiven im selben Jahr in Moskau kam die Staffel nicht in den Endlauf.
Das Jahr 2014 begann mit den Hallenweltmeisterschaften in ihrem Heimatland in Sopot. Hier schied sie mit 53,07 s in der ersten Runde über 400 Meter aus. Mit der Staffel kam sie mit Ewelina Ptak, Patrycja Wyciszkiewicz und Justyna Święty auf den fünften Platz. Anschließend nahm sie mit der Staffel an den World Relays auf den Bahamas teil, bei denen sie in 3:27,37 min ebenfalls Fünfte wurden. Auch bei den Europameisterschaften in Zürich wurden die Polinnen (Małgorzata Hołub, Patrycja Wyciszkiewicz, Joanna Linkiewicz, Justyna Święty) Fünfte und im Einzelbewerb belegte sie mit 51,84 s im Finale Platz fünf. 2015 gewann die Staffel in der Besetzung Joanna Linkiewicz, Małgorzata Hołub, Monika Szczęsna und Justyna Święty die Bronzemedaille bei den Halleneuropameisterschaften in Prag. Zudem schied sie im Einzelbewerb über 400 Meter mit 53,31 s in der Vorrunde aus. Anschließend belegten sie bei den World Relays erneut den fünften Platz. Im Sommer gewann die gleiche Formation Gold bei der Sommer-Universiade in Gwangju und im Einzelbewerb gewann sie in 51,93 s die Silbermedaille hinter der Südafrikanerin Justine Palframan. Bei den Weltmeisterschaften in Peking erreichten die Polinnen allerdings nicht das Finale. Auch über 400 Meter schied sie mit neuer Bestleistung von 51,74 s in der ersten Runde aus.

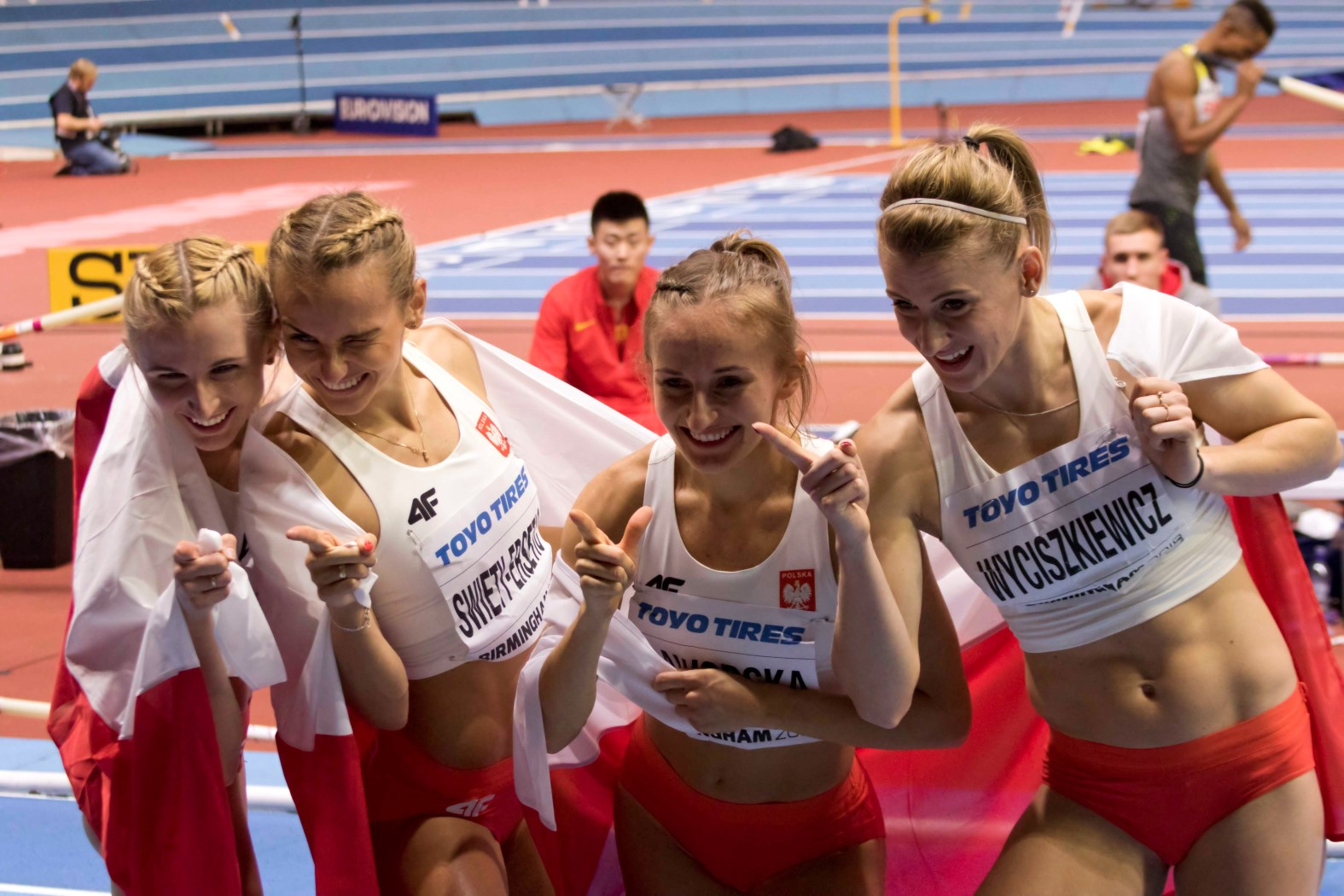
Hallen-WM 2018 (links)

Erfolgreich begann auch das Jahr 2016. Bei den Hallenweltmeisterschaften in Portland wurden Ewelina Ptak, Małgorzata Hołub, Magdalena Gorzkowska und Justyna Święty hinter den Amerikanerinnen Vizeweltmeisterinnen. Im Einzel schied sie mit 52,73 s im Halbfinale aus. Daraufhin qualifizierte sie sich erneut für die Europameisterschaften in Amsterdam, bei denen sie mit 51,89 s den fünften Platz über 400 Meter belegte sowie mit der polnischen Stafette als Vierte in 3:27,60 min den Gewinn einer Medaille verpasste. Daran anschließend erfolgte die Teilnahme an den Olympischen Spielen in Rio de Janeiro, bei denen sie das Halbfinale über 400 Meter erreichte und dort mit 51,93 s ausschied. Mit der Staffel gelangte sie in das Finale und belegte dort in 3:27,28 min den siebten Endrang. Bei den Halleneuropameisterschaften 2017 in Belgrad belegte Hołub in 54,29 s den sechsten Platz über 400 Meter und gewann die Goldmedaille mit der polnischen Staffel in 3:29,94 min vor dem Vereinigten Königreich und der Ukraine. Bei den World Relays gewann die polnische Mannschaft erstmals die Silbermedaille. Sie qualifizierte sich auch für die Weltmeisterschaften in London und schied dort im Einzelbewerb mit 52,26 s bereits in der Vorrunde aus. Mit der polnischen Stafette gewann sie hinter den Staffeln aus den USA und dem Vereinigten Königreich in 3:25,41 min die Bronzemedaille. Zwei Wochen später gewann sie bei den Weltstudentenspielen in Taipeh mit 3:26,75 min erneut die Goldmedaille mit der polnischen Mannschaft. Sie siegte auch im Einzelbewerb über 400 Meter in 51,76 s.
2018 erfolgte die Teilnahme an den Hallenweltmeisterschaften in Birmingham, bei denen sie mit der polnischen Staffel in 3:26,09 min die Silbermedaille hinter der US-amerikanischen Mannschaft gewann. Bei den Europameisterschaften in Berlin Anfang August schied Hołub-Kowalik mit 51,4 s im Halbfinale aus. Mit der polnischen 4-mal-400-Meter-Staffel gewann sie als Startläuferin in der Besetzung Hołub-Kowalik, Baumgart-Witan, Wyciszkiewicz und Święty-Ersetic in 3:26,59 min die Goldmedaille vor Frankreich und dem Vereinigten Königreich. Im Jahr darauf verteidigte sie bei den Halleneuropameisterschaften in Glasgow mit der polnischen Stafette in 3:28,77 min den Titel; im Einzelbewerb ging sie nicht an den Start. Im Mai siegte sie bei den World Relays in Yokohama in 3:27,49 min und wurde mit der gemischten Staffel in 3:20,65 min Fünfte. Damit qualifizierte sich die Staffel ein weiteres Mal für die Weltmeisterschaften in Doha und gewann dort gemeinsam mit Baumgart-Witan, Wyciszkiewicz und Święty-Ersetic mit neuem Landesrekord von 3:21,89 min die Silbermedaille hinter den Vereinigten Staaten. Zudem kam sie in der gemischten Staffel im Vorlauf zum Einsatz. Daraufhin erreichte sie bei den Militärweltspielen in Wuhan über 400 Meter das Finale und belegte dort in 52,42 s den vierten Platz und siegte mit der Staffel in 3:27,84 min. 2021 gewann sie bei den Halleneuropameisterschaften in Toruń in 3:29,94 min die Bronzemedaille hinter den Teams aus den Niederlanden und dem Vereinigten Königreich. Anfang Mai wurde sie dann bei den World Athletics Relays im heimischen Chorzów in 3:28,81 min Zweite hinter dem Team aus Kuba. Bei den Olympischen Spielen in Tokio gewann sie zusammen mit Iga Baumgart-Witan, Natalia Kaczmarek und Justyna Święty-Ersetic in 3:20,53 min die Silbermedaille hinter dem Team aus den Vereinigten Staaten. Mit der Mixedstaffel über 4 × 400 m, für die sie im Vorlauf angetreten war, wurde sie Olympiasiegerin.
2022 schied sie bei den Weltmeisterschaften in Eugene mit 3:29,34 min im Vorlauf der 4-mal-400-Meter-Staffel aus und anschließend erreichte sie bei den Europameisterschaften in München das Finale und trug damit zum Gewinn der Silbermedaille bei.
2014 und 2018 wurde Hołub-Kowalik polnische Meisterin im 400-Meter-Lauf. Sie war Studentin an der Technischen Universität in Koszalin. Nach ihrer Hochzeit 2017 startet sie seit 2018 unter dem Doppelnamen Hołub-Kowalik.

## Persönliche Bestzeiten
- 400 Meter: 51,18 s, 21. Juli 2018 in Lublin
  - 400 Meter (Halle): 52,57 s, 18. Februar 2018 in Toruń